# نینو قیپیانی

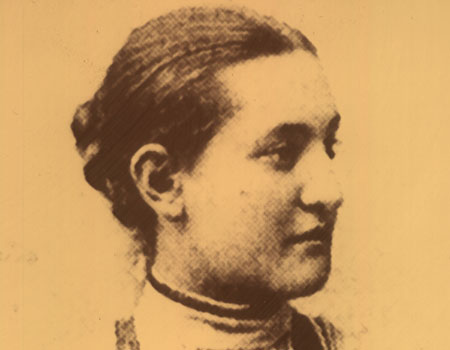
نینو قیپیانی

نینو قیپیانی (به گرجی: ნინო ყიფიანი) (۱۸۷۷-۱۹۲۰) یک وکیل و سیاستمدار گرجی بود. وی فارغ‌التحصیل دانشکده حقوق در بروکسل و اولین وکیل زن در امپراتوری روسیه بود. وی از مخالفان سلطه امپراطوری روسیه بر گرجستان بود و به دنبال مخالفت‌هایش مجبور شد در سال ۱۹۰۷ از گرجستان به بلژیک و سپس به ایتالیا برود. وی در اوایل دهه ۱۹۲۰ به کشور خود بازگشت.

## زندگی‌نامه
نینو قیپیانی، نوه دیمیتری قیپیانی، دولتمرد گرجی در سال ۱۸۷۷ در کوتایسی متولد شد. وی در مدرسه خصوصی سنت نینو در تفلیس تحصیل کرد، اما به دلایل نامعلوم در سال ۱۸۹۸ اخراج شد. وی سپس در بروکسل به تحصیل در رشته حقوق پرداخت. وی نه تنها در گرجستان بلکه در امپراتوری روسیه اولین وکیل زن به حساب می‌آمد. در اوایل دهه ۱۹۰۰، وی چندین بار به جرم دست داشتن در جنبش ملی‌گرایی دستگیر شد.
وی در یادداشتی که در ژوئیه سال ۱۹۰۳ از خود ارسال کرده بود از استقلال گرجستان حمایت کرد.